# Marwān II
Marwān II ou ʾAbū ʿAbd Al-Malik Marwān ibn Muḥammad (en arabe : أبو عبد الملك مروان بن محمد), né en 688 et mort en 750, est le quatorzième et dernier calife omeyyade. Il succède à ʾIbrāhīm en 744. Il est le petit-fils du calife Marwān Ier.

## Gouverneur
En 732, sous le règne de Hišām, Marwān ibn Muḥammad est nommé gouverneur d'Arménie et de l'Azerbaïdjan en remplacement de Maslama ibn ʿAbd Al-Malik. Cependant, sa campagne contre l'Empire khazar est un échec, et il est relevé de ses fonctions. Son successeur, après avoir mené d'actives campagnes, devient aveugle, et Marwān est alors rétabli dans ses fonctions. Il quitte Damas avec une armée de 20 000 hommes. Après quelques succès et l'arrivée de renforts, son armée compte 150 000 hommes.
Les années suivantes, Marwān prend quelques forts, usant parfois de ruse. Al-Walīd II le confirme dans son poste. Après s'être informé du complot visant à assassiner le calife, Marwān écrit une lettre condamnant un tel acte, qui menacerait, selon lui, la stabilité du Califat omeyyade. Son successeur Yazīd III le Réducteur confirme Marwān dans son poste. Lorsque ʾIbrāhīm devient calife en 744, Marwān remet le gouvernement de l'Arménie à l'un de ses officiers et décide de marcher sur Damas afin de venger la mort d'Al-Walīd II. Il destitue ʾIbrāhīm et devient calife la même année.

## Calife

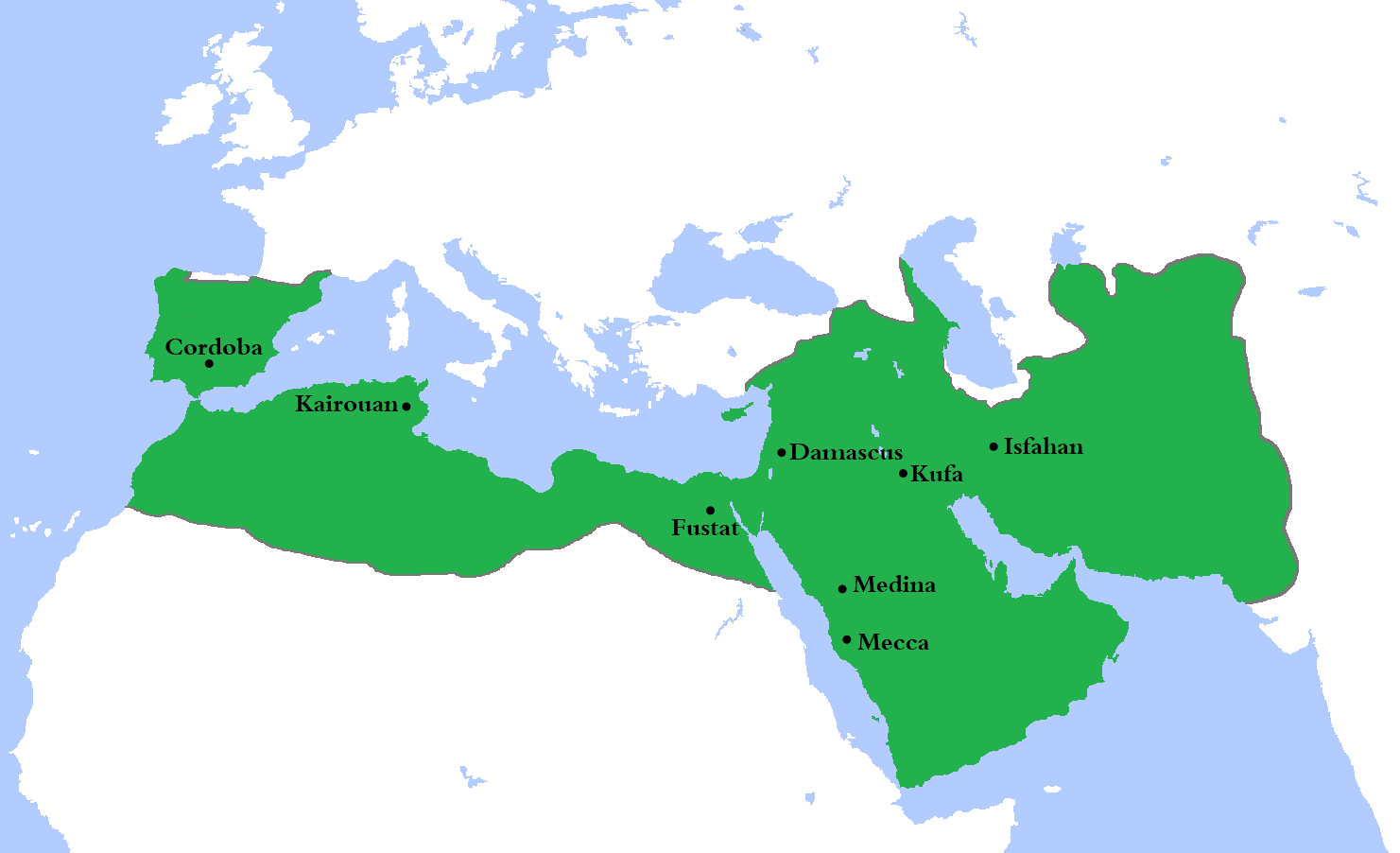
Califat omeyyade en 750

Marwān II nomme ses deux fils ʿUbayd Allāh et ʿAbd Allāh en tant qu'héritiers. Il nomme également plusieurs gouverneurs et essaie d'asseoir son pouvoir par la force. Néanmoins, face à l'impopularité toujours croissante de la dynastie omeyyade, notamment en Irak, et avec la montée des Abbassides, Marwān II se consacre surtout à essayer de maintenir l'unité du Califat. Les kharidjites, menés par Aḍ-Ḍaḥḥāk ibn Qays Aš-Šaybāniyy, organisent un soulèvement général en Arménie et en Azerbaïdjan ; dans le Khorassan, plusieurs tribus arabes, se sentant marginalisées par le pouvoir, se révoltent. Marwān II hésite cependant à quitter Damas pour se rendre au Khorassan, par crainte de perdre la Syrie. Après un siège de dix mois, Homs est soumise. Sulaymān ibn Hišām se soulève également contre le calife, mais il essuie une défaite sévère. Il se joint alors aux kharidjites. Assiégés à Mossoul, ils sont finalement vaincus, et Sulaymān fuit en Inde.

## Montée des Abbassides et chute du Califat omeyyade
Le Khorassan est aussi marqué par des luttes intestines entre le gouverneur Naṣr ibn Sayyār Al-Layṯiyy et des opposants. C'est dans ce contexte que les Abbassides commencent, en 747, au moment où Marwān II prévoit de rétablir l'ordre en Irak, une insurrection ouverte contre le pouvoir omeyyade. Naṣr envoie son serviteur Yazīd pour combattre le soulèvement, mais Yazīd est vaincu et fait prisonnier. Les Abbassides prennent très vite le contrôle de tout le Khorassan et se dirigent vers l'ouest. Koufa est prise en 749. Marwān II, à la tête de l'armée omeyyade, se dirige alors vers l'est pour arrêter les Abbassides. Les deux armées se rencontrent à la bataille du Grand Zab au début de 750 et les Omeyyades sont défaits. La même année, Damas, qui refuse d'ouvrir ses portes à Marwān II et à sa famille, est prise par les Abbassides et ʾAbū Al-ʿAbbās As-Saffāḥ, chef des Abbassides, est proclamé calife à Koufa. C'est la fin du Califat omeyyade et le début du Califat abbasside.

## Fuite et mort
Marwān décide de fuir vers la Palestine puis vers l'Égypte, pratiquant la politique de la terre brûlée. Il arrive ainsi à Fostat, où il est capturé et tué en 750. Sa tête est exposée publiquement à Koufa. Les Abbassides détruisent la plupart des tombeaux omeyyades, n'épargnant que celui de ʿUmar II, et presque tous les membres de la famille sont traqués et tués, mais le prince ʿAbd Ar-Raḥmān ibn Muʿāwiya, petit-fils de Hišām, réussit à s'enfuir, à gagner la péninsule Ibérique et à y établir un émirat à Cordoue en 756. En 929, l'émir ʿAbd Ar-Raḥmān III prend le titre de calife.